# Roman Motrowycz
Roman Mykołajowycz Motrowycz (ukr. Роман Миколайович Мотрович; ur. 15 lipca 1970) – radziecki, a potem ukraiński zapaśnik walczący w stylu wolnym
Zajął piąte miejsce na mistrzostwach świata w 1993; szóste w 1994. Brązowy medalista mistrzostw Europy w 1994, a także na igrzyskach dobrej woli w 1994. Szósty na igrzyskach wojskowych w 1995 i 1999. Wicemistrz Europy młodzieży w 1990 roku.